# Margaret Beaufort
Margaret Beaufort, també coneguda com a Lady Margaret (31 de maig de 1443 - 29 de juny de 1509), Comtessa de Richmond i Derby, fou la mare d'Enric VII d'Anglaterra i fundadora de dos dels colleges de la Universitat de Cambridge

## Biografia

### Orígens familiars
Margaret fou l'única filla de John Beaufort, primer Duc de Somerset, i besneta de Joan de Gant, Duc de Lancaster (fill d'Eduard III d'Anglaterra).

### Matrimonis
Amb només sis anys la van casar amb John de la Pole, però el matrimoni va ser anul·lat. El 1455, quan tenia dotze anys, es va casar amb Edmund Tudor, comte de Richmond, que va morir el novembre de 1456 en el context de la Guerra de les Dues Roses. Uns mesos després, el gener de 1457, i amb només tretze anys, Margaret va donar a llum el seu fill, el futur Enric VII. Margaret va deixar el seu fill amb el seu oncle, Jasper Tudor, i es va tornar a casar amb Henry Stafford, el germà menor del duc de Buckingham (del 1464 al 1471). Després de la mort de Stafford, Margaret es va casar amb Thomas, Lord Stanley. Va convèncer el seu marit per donar suport a la causa del seu fill a la batalla de Bosworth Field, que va posar fi a la Guerra de les Dues Roses i que va convertir en rei d'Anglaterra al seu fill, Enric Tudor.

### Llegat i mort
Durant el regnat del seu fill va tenir un paper molt important a la Cort, on va rebre privilegis i el tracte de My Lady the King's Mother. Va fundar el Christ's College i el St. John's College de Cambridge. Va sobreviure al seu fill i, com a regent, va preparar la coronació del seu net, Enric VIII d'Anglaterra. Pocs dies després de la coronació, el 29 de juny de 1509, va morir i va ser enterrada a l'Abadia de Westminster.